# 2017 Wesson
2017 Wesson è un asteroide della fascia principale. Scoperto nel 1903, presenta un'orbita caratterizzata da un semiasse maggiore pari a 2,2524797 UA e da un'eccentricità di 0,1857879, inclinata di 4,86046° rispetto all'eclittica.
L'asteroide è dedicato a Mary Joan Wesson, moglie dell'astronomo statunitense Conrad Bardwell.